# Aleksander Fil
Aleksander Fil, ps. „Foch”, „Szymek” (ur. 9 stycznia 1903 w Ciemnie, zm. 6 maja 1986) – polski żołnierz, komendant obwodu Lubartów Okręgu Lublin Batalionów Chłopskich oraz II zastępca komendanta obwodu Lubartów Okręgu Lublin Armii Krajowej.

## Życiorys
Syn Antoniego i Józefy. Uzyskał wykształcenie podstawowe i pracował jako rolnik. Przed wybuchem II wojny światowej był rezerwistą w stopniu plutonowego. W 1940 rozpoczął działalność podziemną. Był członkiem Stronnictwa Ludowego „Roch” i Batalionów Chłopskich. W listopadzie 1943, po śmierci Józefa Sidora objął stanowisko komendanta obwodu Lubartów Batalionów Chłopskich. Po scaleniu BCh z AK został w marcu-kwietniu 1944 II zastępcą komendanta obwodu Lubartów AK. Funkcję tę pełnił do chwili aresztowania przez NKWD w grudniu 1944 i zesłania w głąb ZSRR. Na zesłaniu pracował w kopalni. Do Polski powrócił we wrześniu 1949.
Został pochowany w Chojnowie.

## Ordery i odznaczenia
- Krzyż Kawalerski Orderu Odrodzenia Polski
- Krzyż Partyzancki
- Krzyż Batalionów Chłopskich